# Silvère Tian

a Compétitions nationales et continentales officielles uniquement.

b Matchs officiels uniquement.
Dernière mise à jour le 26 novembre 2017.
Silvère Tian, né le 19 juillet 1980 à Abidjan, est un joueur de rugby à XV, qui évolue au poste d'ailier dans divers clubs français et avec l'équipe de Côte d'Ivoire. Depuis 2019, il est entraîneur du Cercle sportif lédonien.

## Carrière
Il évolue en France depuis 1998 ayant évolué en Fédérale 3 à Flers dans l'Orne, avant de jouer en Fédérale 1 à Tours, puis Bourg et d'être recruté par Oyonnax. Il termine meilleur réalisateur de Pro D2 2009-2010 avec 249 points devançant le Lyonnais Pierre-Yves Montagnat. En 2010, il s'engage avec Bourgoin pour jouer dans le Top 14. En février 2011, il s'engage en tant que joker médical à Agen pour au moins trois mois. Le club le conserve ensuite pour la saison suivante.
En juin 2011, il participe à la tournée des Barbarians français en Argentine pour jouer deux matchs contre les Pumas. Les Baa-Baas s'inclinent 23 à 19  à Buenos Aires puis l'emportent 18 à 21 à Resistencia.

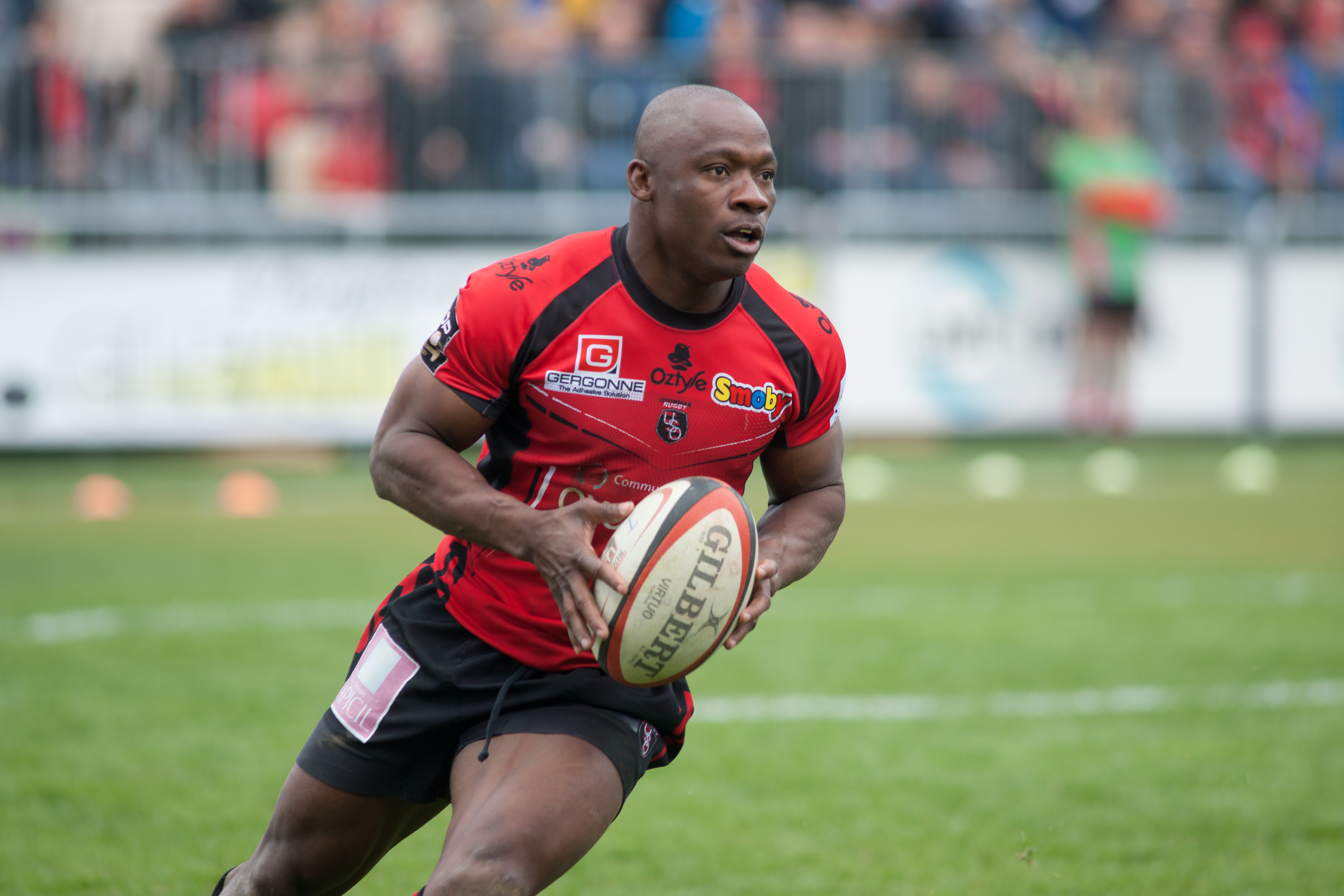
Silvère Tian en 2014 avec l'US Oyonnax.

Il signe à US Oyonnax pour leur montée en Top 14 en 2013. Pour sa première saison, il inscrit dix essais en 24 rencontres en championnat, disputant également deux rencontres de challenge européen. En novembre 2013, il est sélectionné dans l'équipe des Barbarians français pour affronter les Samoa au Stade Marcel-Michelin de Clermont-Ferrand.
La saison suivante, il inscrit encore huit essais, en 17 matchs de Top 14, et un essai en coupe d'Europe où il dispute deux matchs. Lors de sa troisième saison, il dispute quatorze rencontres de Top 14, deux essais, et trois matchs de coupe d'Europe, un essai.
En juin 2015, il participe à la tournée des Barbarians français en Argentine pour affronter les Pumas,.
Lors du match opposant Oyonnax et Grenoble en fin de saison 2016, il reçoit un carton jaune de la part de l'arbitre Romain Poite. Après une invective violente de Tian, l'arbitre l'expulse, provoquant alors une série d'insultes de la part du joueur. Mis à pied par son club, il est suspendu jusqu'au 30 juin 2017 par la commission de discipline de la LNR. En août, après un appel du joueur, sa suspension est réduite à trente six semaines, jusqu'au 9 février 2017.
En février 2017, il reprend la compétition : il joue 10 rencontres et marque 3 essais en Pro D2 avec l'US Oyonnax durant la saison 2016-2017. Le 23 mai 2017, le club annonce la prolongation de contrat de l'ailier d'une saison supplémentaire.
Pour la saison 2018-2019, il s'engage en Fédérale 2 auprès du club amateur de l'US Nantua-Port Rugby Haut-Bugey. En 2019, il met un terme à sa carrière et devient entraîneur. Il est nommé manager général et entraîneur des trois-quarts du Cercle sportif lédonien.

### En club
- 1999-2000 : Stade Rodez Aveyron
- 2001-2003 : Flers
- 2003-2006 : US Tours
- 2006-2008 : US bressane
- 2008-2010 : US Oyonnax
- 2010-2011 : CS Bourgoin-Jallieu
- 2011-2013 : SU Agen
- 2013-2018 : US Oyonnax
- 2018-2019 : US Nantua-Port Rugby Haut-Bugey

## Palmarès
Avec l'US Oyonnax
- Championnat de France de Pro D2 :
  - Champion (1) : 2017